# Płaszcz św. Józefa
Płaszcz św. Józefa (Święty Płaszcz) – nabożeństwo ku czci św. Józefa polegające na odmawianiu przez 30 kolejnych dni stosownych modlitw. Pierwotną wersję nabożeństwa opracował bł. Bartolo Longo. Zawierało ono modlitwy oraz rozważania. Obecnie nabożeństwo jest mniej rozbudowane w porównaniu z wersją pierwotną. Składa się ono m.in. z modlitw do św. Józefa (w tym litanii, ofiarowania, wezwań, próśb), a także modlitwy Ojcze nasz, Zdrowaś Maryjo oraz Chwała Ojcu.